# Juana Castro Muñoz
Juana Castro Muñoz (Villanueva de Còrdova, 1945) és una poetessa espanyola. 

## Biografia
Juana Castro, nascuda a Villanueva de Còrdova, comarca Els Pedroches, viu a Còrdova. És autora d'una quinzena de títols de poesia, un llibre d'articles i co-traductora d'una antologia de poesia italiana. És membre corresponent de la Reial Acadèmia de Còrdova de Ciències, Belles Lletres i Nobles Arts. Casada amb el narrador Pedro Tébar, ha estat mare 4 vegades i té 3 fills, 2 noies i 1 noi. Ha col·laborat en diversos mitjans com a articulista i crítica literària i en els diaris La Voz de Córdoba, Córdoba y El Día.	
Alguns dels seus poemes s'han traduït al portuguès, txec, polonès, català, xinès i francès. El llibre Narcisia s'ha traduït a l'anglès. En 1995 es va presentar una tesi doctoral sobre la seva obra sota el títol Trajectòria poètica de Juana Castro (1978-1992), realitzada per Encarna Garzón García, catedràtica de Literatura, de la qual s'ha editat la tercera part, titulada Temàtica i pensament en la poesia de Juana Castro, Còrdova 1996.
Des dels anys 70 ha participat activament en empreses culturals i dedicades a temes de dona. Va ser Coordinadora Provincial de Coeducació (Conselleria d'Educació, província de Còrdova) de 1991 a 1996.
Uns versos seus es troben en un taulell situat al Pati de la Cancel·la del Palau de Viana de Còrdova. A Màlaga, Lucena i Villanueva de Còrdova existeixen sengles carrers retolats amb el seu nom.

## Trajectoria literaria
L'estil poètic de Juana és caracteritzat per la introspecció on la seua poesia és profundament reflexiva i subjectiva, la qual cosa li permet abordar temes personals. També es destaca l'ús de símbols i metàfores, moltes vegades d'origen religiós o mitològic, que amplien diversos significats i el paisatge andalús, per la connexió amb la seua terra natal. I a destacar l'experiència femenina, on Juana Castro ofereix una visió des del cos i l'experiència de ser dona, abordant temes com la maternitat, el dolor físic i emocional, i la lluita per la identitat pròpia.
Juana Castro va començar a escriure en els anys setanta, en un context en el qual les dones poetes a Espanya començaven a guanyar visibilitat després de la dictadura franquista.
Durant els anys 80 i 90, Juana Castro va publicar diversos poemaris que van consolidar la seua veu poètica i la van fer creditora de prestigiosos premis literaris. (Obra a destacar “Art falconeria”, metàfora per a explorar les relacions humanes, especialment el poder i el control en les relacions de parella. )
A partir dels anys 2000, Juana Castro va continuar explorant els mateixos temes centrals, però amb un enfocament més reflexiu i depurat. (Obra a destacar “El extranjero”, llibre que reflecteix la sensació d'estranyesa i desplaçament, no sols en un sentit geogràfic sinó també en termes existencials.)
Més recentment, la seua poesia ha continuat guanyant atenció per la seua profunditat i capacitat per a connectar l'íntim amb l'universal. (Obra a destacar “Antes que el tiempo fuera”, Amb aquest llibre, Castro continua consolidant la seua poètica de la memòria i el pas del temps, fent ús d'imatges religioses i mitològiques per a explorar l'esdevenir de l'existència humana.)
A més, ha participat en nombroses antologies i festivals internacionals de poesia, i ha sigut traduïda a diversos idiomes, la qual cosa ha ampliat la seua projecció internacional.

## Distincions
- Medalla d'Andalusia 2007.

- Premi de la Crítica de Poesia Castellana 2010 per Cartas de enero (Fundació José Manuel Lara, Sevilla 2010).

- Premi Nacional Imatge de la Dona en els Mitjans de comunicació, Instituto de la Mujer, Ministeri de Cultura, Madrid 1984.

- Premi Meridiana, Institut Andalús de la Dona 1998.

- Premi Carmen de Burgos 1996, Universitat de Màlaga.

- Premi Juan Alcaide 1983 per Paranoia en otoño.

- Premi Juan Ramón Jiménez 1989 per Arte de cetrería.

- Bahia 1991 per Regreso a Géminis (posteriorment Fisterra).

- Carmen Conde 1994 per No temerás.

- Accésit de Esquío 2000 per Del color de los ríos.

- San Juan de la Cruz 2000 por El extranjero..

- Jaén 2005 per Los cuerpos oscuros.

- Solienses 2006 per Los cuerpos oscuros.

- Jaramur 2010, Associació de Dones Nuevo Amanecer de Villanueva de Còrdova.

- Premi Andalusia de Poesia La Posada de Ahlam 2006, Ajuntament de Fondón (Almeria).

- La seva poesia s'ha traduït parcialment al català, francès, polonès, àrab, txec, neerlandès, xinès, i més extensament a l'italià.

- Narcisia ha estat traduït a l'anglès, amb introducció i traducció d'Ana Valverde Gosen, Nova Orleans, Louisiana; Ed. University of New Orleans Press, 2012.

### Poesia

#### Llibres individuals
- Del dolor y las alas, Villanueva de Córdoba, 1982.

- Paranoia en otoño, Valdepeñas, 1985.

- Narcisia, Taifa, Barcelona 1986.

- Arte de cetrería, Diputación de Huelva, 1989; 2ª edición: Madrid, La Palma, 2004.

- Alta traición, Fernán Núñez, Jorge Huertas, 1990.

- Fisterra, Libertarias-Prodhufi, Madrid, 1992 (1ª edición Regreso a Géminis, Fundación José Luis Cano, Algeciras, 1991.

- No temerás, Madrid, Torremozas, 1994.

- Del color de los ríos, Ferrol, Esquío, 2000.

- •El extranjero, Madrid, Rialp (Adonais), 2000.

- La jaula de los mil pájaros, Málaga, Rafael Inglada, 2004.

- Los cuerpos oscuros, Madrid, Hiperión, 2005.

- La Bámbola. Intrusos en la red, EH Editores, Jerez 2010.

- Cartas de enero, en Heredad seguido de Cartas de enero, Fundación José Manuel Lara, Sevilla 2010.

#### Antologies
- Alada mía. Antología 1978-1994, ed. Pedro Ruiz Pérez, Córdoba, Diputación, 1996.

- Venere allo specchio, traducción al italiano de Michele Coco, Vinelli, San Giovanni Rotondo, 1988.

- Volo cieco, traducción de Emilio Coco, Bari, Levante, 1990.

- Memoria della luce, traducción de Emilio Coco, Bari, Levante, 1996.

- Pañuelos del aire, Córdoba, Cuadernos de Sandua, 2004.

- La extranjera (Antología 1978-2005), Málaga, Diputación, 2006.

- Vulva dorada y lotos (Selección con entidad de nuevo poemario. Con CD en la voz de la autora), Sabina Editorial, Madrid 2009.

- Heredad seguido de Cartas de enero, (Antología 1978-2010 más un nuevo libro), Fundación José Manuel Lara, Sevilla 2010.

### Altres gèneres
- Válium 5 para una naranjada, Colección de artículos, Córdoba, Diputación, 1990.

- El Patrimonio, poema del tiempo, col. Córdoba, vol. nº 2, Diario Córdoba, CajaSur, 1997, pp. 101-120.

- "Cántico de Córdoba", en AA. VV., Crónica de un sueño. Memoria de la transición democrática en Córdoba (1973-83), Málaga, C-T Editores, 2004, pp. 120-127.

- “Isabel Agüera Espejo-Saavedra. Una escritora al servicio de la escuela”, en Retratos de maestras. De la Segunda República hasta nuestros días, VV. AA., Cuadernos de Pedagogía, Cisspraxis, S.A., Madrid 2005, pp 107-112.

- Memorias sin memoria, Colectivo de Poetas cordobesas, Córdoba 2004.

- I Encuentro sobre el Paisaje, Diputación, Córdoba 1998.

- Crónica de un sueño. Memoria de la transición, 2004.

- Llaves prestadas: escritos sobre la obra poética y narrativa de Dionisia García, AA.VV., Editora Regional, Murcia 2003.

- Impresiones sobre el Quijote, Junta de Andalucía, Consejería 2006.

- La poesía escrita por mujeres y el canon, Cabildo Insular, Gran Canaria 1999.

- Los pueblos de Córdoba, vols. 1 al 5, Caja Provincial, Córdoba 1992-1993.

- Poetas a orillas de Antonio Machado, Ed. De Amalia Iglesias, Abada Editores 2010.

- Entre el XX y el XXI, volumen I, Ed. Carena 2007.

- Un paseo por el libro, Ayuntamiento, Córdoba 2003.

- Iluminando la palabra. Las mujeres y la escritura, Instituto de la Mujer de Murcia, 2007.

- “No había más belleza en este mundo“ en Pablo García Baena. Liturgia de la palabra., AA. VV. ed. de Antonio Rodríguez, Univ. De Córdoba, Visor 2009.

- “Pablo García Baena o la mirada”, en Pablo García Baena: Misterio y precisión, AA.VV.,ed. de Celia Fernández Prieto, Renacimiento 2010.

### Relats
- "Las tres mosqueteras", en AA. VV., 27 narradores cordobeses, Málaga, Centro Cultural Generación del 27, 1999, pp. 67-74.

- “La mano de luz”, en AA.VV., La puerta de los sueños, Prode, Pozoblanco 2009, pp. 53-60.

### Traducció
- Veinticinco años de poesía en Italia (De la neovanguardia a nuestros días), en col·laboració amb Emilio Coco, Còrdova, Fundación Cultura y Progreso, 1990.

- Sonetos del amor tardío, Emilio Coco, traducció de Juana Castro i Carlos Pujol, Alhulia S.L. 2006.